# V422 Большого Пса
V422 Большого Пса (лат. V422 Canis Majoris), HD 56995 — двойная затменная переменная звезда типа Алголя (EA) в созвездии Большого Пса на расстоянии приблизительно 5030 световых лет (около 1542 парсеков) от Солнца. Видимая звёздная величина звезды — от +9,07m до +8,91m. Орбитальный период — около 4,1918 суток.

## Характеристики
Первый компонент — бело-голубая звезда спектрального класса B2IV/V.